# Chokkejnyj Klub Dinamo Minsk
La Dinamo Minsk (in russo Дина́мо-Минск?; in bielorusso Дынама-Мінск?) è una squadra di hockey su ghiaccio con sede nella città di Minsk, capitale della Bielorussia. Appartiene alla divisione Bobrov della Kontinental Hockey League (KHL). La Dinamo Minsk è una delle sei formazioni della KHL con sede al di fuori della Russia. Fino al 2008 la squadra militava nella Extraliga, il massimo campionato bielorusso.
Nel corso della sua storia la Dinamo Minsk ha vinto un titolo bielorusso e la Coppa Spengler del 2009.

## Storia
Il club fu fondato nel 1976, e disputò cinque stagioni nel massimo livello del campionato sovietico, arrivando alla 10ª posizione finale nella stagione 1989-90. La Dinamo Minsk fu rinominata Tivali Minsk nel 1993, e dopo la caduta dell'Unione Sovietica vinse per quattro volte il titolo della Extraliga, nel 1993, 1994, 1995 e 2000. La Tivali cessò di esistere nel 2000. La società rinacque come Dinamo Minsk nel 2003, ed oltre ad un campionato conquistò per due volte la Coppa di Bielorussia.
Il 26 marzo 2008 la neonata Kontinental Hockey League confermò l'iscrizione della società bielorussa all'interno della Divizion Bobrova. La Dinamo Minsk si trasferì nella nuova Minsk Arena solo nel dicembre del 2009. Nonostante i numerosi cambi di allenatori la squadra concluse il primo campionato al terzultimo posto, 22ª su 24 squadre.
Nella stagione successiva fu scelto come allenatore il canadese Glen Hanlon, già in grado di guidare la nazionale bielorussa al sesto posto assoluto nei Mondiali 2006 svoltisi a Riga. La squadra cercò di rafforzarsi ingaggiando giocatori di livello mondiale come Ville Peltonen e Ossi Väänänen, insieme al portiere bielorusso Andrej Mezin. Nonostante ciò la stagione 2009-2010 fu simile alla precedente, e in mancanza di risultati a stagione in corso Glen Hanlon fu esonerato. La Dinamo Minsk concluse il campionato in 17ª posizione assoluta, esclusa dai play-off, tuttavia sotto la guida di Aljaksandr Andryeŭski la squadra fu in grado di conquistare alla sua prima partecipazione la Coppa Spengler del 2009.
Nella stagione 2010-2011 la Dinamo sotto la guida dell'allenatore ceco Marek Sýkora riuscì ad ottenere l'accesso ai playoff. Sýkora, ritenuto uno dei migliori allenatori della Kontinental Hockey League era riuscito in passato a portare in finale nel 2005 il Metallurg Magnitogorsk e a conquistare i playoff con la formazione esordiente dell'Avtomobilist nella stagione precedente. La Dinamo Minsk perse in Gara-7 il primo turno contro la Lokomotiv Jaroslavl', tuttavia fu premiata come squadra dall'affluenza di tifosi più alta della lega.
La stagione 2011-12 della Dinamo Minsk sarebbe dovuta iniziare l'8 settembre in casa contro la Lokomotiv Jaroslavl'. Tuttavia il giorno precedente l'aereo che trasportava la Lokomotiv fu coinvolto in un incidente aereo, che uccise l'intera formazione. Quattro giorni più tardi all'esterno della Minsk Arena fu tenuta una cerimonia in ricordo delle vittime dell'incidente. La Dinamo Minsk perse dopo soli quattro incontri il primo turno contro l'OHK Dinamo.

## Giocatori

### Capitani
- Ville Peltonen (2009-2010)
- Jozef Stümpel (2010-2011)
- Jaroslav Obšut (2011-2012)
- Jere Karalahti (2012-)

## Allenatori e dirigenti
Di seguito l'elenco di allenatori e general manager dall'anno della fondazione.

### Allenatori
- Paul Gardner (2008)
- Jim Hughes (2008)
- Vasilij Spiridonov (2008-2009)
- Glen Hanlon (2009)

- Aljaksandr Andryeŭski (2009-2010)
- Marek Sýkora (2010-2012)
- Kari Heikkilä (2012)
- Aljaksandr Andryeŭski (2012-)

### General Manager
- Aleksej Torbin (2008-)

## Palmarès

### Competizioni nazionali

#### Campionati nazionali
- Extraliga: 1

2007.

#### Coppe nazionali
- Coppa di Bielorussia: 2

2006 e 2007.

### Competizioni internazionali
- Coppa Spengler: 1

2009.